# Пікачо (Аризона)
Пікачо (англ. Picacho) — переписна місцевість (CDP) в США, в окрузі Пінал штату Аризона. Населення — 250 осіб (2020).

## Географія
Пікачо розташоване за координатами 32°42′37″ пн. ш. 111°29′39″ зх. д. / 32.71028° пн. ш. 111.49417° зх. д. (32.710189, -111.494188).  За даними Бюро перепису населення США в 2010 році переписна місцевість мала площу 16,46 км², з яких 16,46 км² — суходіл та 0,00 км² — водойми.

## Демографія
Згідно з переписом 2010 року, у переписній місцевості мешкала 471 особа в 167 домогосподарствах у складі 114 родин. Густота населення становила 29 осіб/км².  Було 185 помешкань (11/км²).
Расовий склад населення:
| - 59,7 % — білих - 2,5 % — корінних американців - 1,3 % — чорних або афроамериканців - 29,5 % — осіб інших рас |

До двох чи більше рас належало 7,0 %. Частка іспаномовних становила 62,4 % від усіх жителів.
За віковим діапазоном населення розподілялося таким чином: 23,4 % — особи молодші 18 років, 60,0 % — особи у віці 18—64 років, 16,6 % — особи у віці 65 років та старші. Медіана віку мешканця становила 41,2 року. На 100 осіб жіночої статі у переписній місцевості припадало 119,1 чоловіків;  на 100 жінок у віці від 18 років та старших — 102,8 чоловіків також старших 18 років.
Середній дохід на одне домашнє господарство  становив 40 678 доларів США (медіана — 36 250), а середній дохід на одну сім'ю — 46 684 долари (медіана — 46 667). За межею бідності перебувало 26,3 % осіб, у тому числі 66,7 % дітей у віці до 18 років та 27,4 % осіб у віці 65 років та старших.
Цивільне працевлаштоване населення становило 103 особи. Основні галузі зайнятості: роздрібна торгівля — 25,2 %, освіта, охорона здоров'я та соціальна допомога — 14,6 %, транспорт — 10,7 %, виробництво — 10,7 %.